# Bahnstrecke Baoji–Chengdu
| Elektrische Doppellokomotive mit einem Güterzug auf der Baocheng-Bahn |                      |                                                 |                                                 |
| |                      |                                                 |                                                 |
| Streckenlänge: | 668,2 km             |                                                 |                                                 |
| Spurweite: | 1435 mm (Normalspur) |                                                 |                                                 |
| Stromsystem: | 25 kV 50 Hz ~        |                                                 |                                                 |
| Maximale Neigung: | 33 ‰                 |                                                 |                                                 |
| Zweigleisigkeit: | vollständig          |                                                 |                                                 |
| |                      |                                                 |                                                 |
| \| \| \| nur Bahnhöfe der Klassen 1 bis 3 dargestellt: \| \| \| \| \| Bahnhof 1. Klasse \| \| \| \| \| Bahnhof 2. Klasse \| \| \| \| \| Bahnhof 3. Klasse \| \| \| \| \| \| \| \| \| \| nach Xi’an \| \| \| \| 0 \| Baoji \| Baoji \| \| \| \| nach Lanzhou \| \| \| \| \| Wei He \| \| \| \| \| Schnellfahrstrecke Xuzhou–Lanzhou \| \| \| \| 7 \| Renjiawan \| Renjiawan \| \| \| \| Guanyinshan-Schleifen \| \| \| \| \| Quinling-Tunnel (2364 m) \| \| \| \| 91 \| Fengzhou \| Fengzhou \| \| \| 182 \| Hongweiba \| Hongweiba \| \| \| 215 \| Lüeyang \| Lüeyang \| \| \| \| nach Ankang \| \| \| \| 271 \| Yangpingguan \| Yangpingguan \| \| \| \| Schnellfahrstrecke nach Xi’an \| \| \| \| \| Schnellfahrstrecke nach Lanzhou \| \| \| \| 350 \| Guangyuan \| Guangyuan \| \| \| \| Schnellfahrstrecken nach Chongqing und Jiangyou \| \| \| \| \| nach Bazhong und Dazhou \| \| \| \| 355 \| Guangyuan Süd \| Guangyuan Süd \| \| \| \| Xinhui-Longyuan-Tunnel (4245 m) \| \| \| \| 460 \| Erlangmiao \| Erlangmiao \| \| \| \| Schnellfahrstrecke nach Guangyuan \| \| \| \| 512 \| Jiangyou \| Jiangyou \| \| \| \| Schnellfahrstrecken nach Chengdu \| \| \| \| \| Fu Jiang \| \| \| \| 550 \| Mianyang Nord \| Mianyang Nord \| \| \| 554 \| Mianyang \| Mianyang \| \| \| 608 \| Deyang \| Deyang \| \| \| 631 \| Guanghan \| Guanghan \| \| \| 641 \| Qingbaijiang \| Qingbaijiang \| \| \| 651 \| Tianhuizhen \| Tianhuizhen \| \| \| 669 \| Chengdu \| Chengdu \| \| \| \| nach Kunming \| \| |                      |                                                 |                                                 |
| |                      | nur Bahnhöfe der Klassen 1 bis 3 dargestellt:   |                                                 |
| Bahnhof quer |                      | Bahnhof 1. Klasse                               | Bahnhof 1. Klasse                               |
| Bahnhof quer |                      | Bahnhof 2. Klasse                               | Bahnhof 2. Klasse                               |
| Haltepunkt / Haltestelle quer |                      | Bahnhof 3. Klasse                               | Bahnhof 3. Klasse                               |
| |                      |                                                 |                                                 |
| |                      | nach Xi’an                                      |                                                 |
| Bahnhof | 0                    | Baoji                                           | Baoji                                           |
| Abzweig geradeaus und nach rechts |                      | nach Lanzhou                                    | nach Lanzhou                                    |
| Brücke über Wasserlauf |                      | Wei He                                          | Wei He                                          |
| Kreuzung geradeaus unten (Querstrecke außer Betrieb) |                      | Schnellfahrstrecke Xuzhou–Lanzhou               | Schnellfahrstrecke Xuzhou–Lanzhou               |
| Haltepunkt / Haltestelle | 7                    | Renjiawan                                       | Renjiawan                                       |
| Strecke |                      | Guanyinshan-Schleifen                           | Guanyinshan-Schleifen                           |
| Tunnel |                      | Quinling-Tunnel (2364 m)                        | Quinling-Tunnel (2364 m)                        |
| Haltepunkt / Haltestelle | 91                   | Fengzhou                                        | Fengzhou                                        |
| Haltepunkt / Haltestelle | 182                  | Hongweiba                                       | Hongweiba                                       |
| Haltepunkt / Haltestelle | 215                  | Lüeyang                                         | Lüeyang                                         |
| Abzweig geradeaus, nach links und von links |                      | nach Ankang                                     | nach Ankang                                     |
| Haltepunkt / Haltestelle | 271                  | Yangpingguan                                    | Yangpingguan                                    |
| Abzweig geradeaus und ehemals von links |                      | Schnellfahrstrecke nach Xi’an                   | Schnellfahrstrecke nach Xi’an                   |
| Abzweig geradeaus und von rechts |                      | Schnellfahrstrecke nach Lanzhou                 | Schnellfahrstrecke nach Lanzhou                 |
| Bahnhof | 350                  | Guangyuan                                       | Guangyuan                                       |
| Abzweig geradeaus und nach rechts |                      | Schnellfahrstrecken nach Chongqing und Jiangyou | Schnellfahrstrecken nach Chongqing und Jiangyou |
| Abzweig geradeaus und von links |                      | nach Bazhong und Dazhou                         | nach Bazhong und Dazhou                         |
| Dienststation / Betriebs- oder Güterbahnhof | 355                  | Guangyuan Süd                                   | Guangyuan Süd                                   |
| Tunnel |                      | Xinhui-Longyuan-Tunnel (4245 m)                 | Xinhui-Longyuan-Tunnel (4245 m)                 |
| Blockstelle | 460                  | Erlangmiao                                      | Erlangmiao                                      |
| Abzweig geradeaus und ehemals von links |                      | Schnellfahrstrecke nach Guangyuan               | Schnellfahrstrecke nach Guangyuan               |
| Bahnhof | 512                  | Jiangyou                                        | Jiangyou                                        |
| Abzweig geradeaus und nach rechts |                      | Schnellfahrstrecken nach Chengdu                | Schnellfahrstrecken nach Chengdu                |
| Brücke über Wasserlauf |                      | Fu Jiang                                        | Fu Jiang                                        |
| Dienststation / Betriebs- oder Güterbahnhof | 550                  | Mianyang Nord                                   | Mianyang Nord                                   |
| Bahnhof | 554                  | Mianyang                                        | Mianyang                                        |
| Bahnhof | 608                  | Deyang                                          | Deyang                                          |
| Blockstelle | 631                  | Guanghan                                        | Guanghan                                        |
| Blockstelle | 641                  | Qingbaijiang                                    | Qingbaijiang                                    |
| Dienststation / Betriebs- oder Güterbahnhof | 651                  | Tianhuizhen                                     | Tianhuizhen                                     |
| Bahnhof | 669                  | Chengdu                                         | Chengdu                                         |
| |                      | nach Kunming                                    |                                                 |

Die Eisenbahnstrecke Baoji–Chengdu (chinesisch 宝成铁路, Pinyin Bao–Cheng Tielu – „Baocheng-Bahn“) ist eine 669 Kilometer lange elektrifizierte chinesische Bahnstrecke, die von Baoji in der Provinz Shaanxi nach Chengdu in Sichuan führt. Sie ist die Hauptverbindung zwischen dem Nordwesten und dem Südwesten des Landes und führt durch Gebirgslandschaften im Süden von Shaanxi und dem Osten von Gansu.

## Geschichte

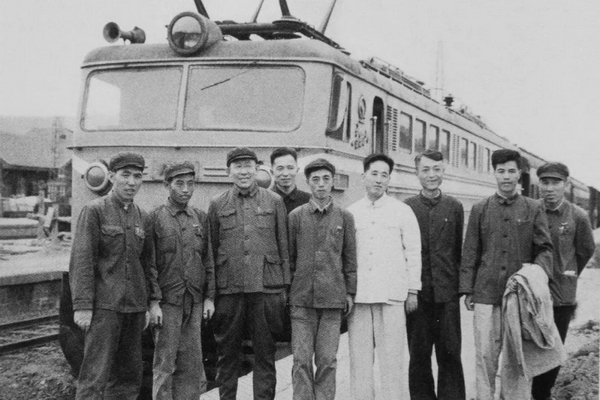
Eröffnung des elektrischen Betriebes auf dem Abschnitt Baoji–Fengzhou im August 1961

Bevor der Bau der Strecke begann, scheiterte das Projekt mehrmals. Bereits 1913 plante die chinesische Regierung den Bau einer Nord–Süd-Strecke westlich der Bahnstrecke Peking–Hankou, die den Oberlauf des gelben Flusses mit dem Oberlauf des Jangtses verbinden sollte. Mehrere Streckenführungen wurden untersucht, bis die Planung einer Strecke Tianshui–Chengdu aufgenommen wurde, mit deren Bau aber nicht begonnen wurde.
In den Jahren 1950 bis 1953 wurden die West–Ost-Strecke Tianshui–Baoji und die heutige Strecke Baoji–Chengdu für den Bau ausgewählt. Im Juli 1952 wurde in Chengdu, im Januar 1954 in Baoji mit dem Bau der Baocheng-Bahn begonnen. Der Zusammenschluss der Strecke erfolgte im Juli 1956 bei Huangsha River in der Provinz Gansu.
Die einspurige Strecke wurde am 1. Januar 1958 eröffnet, wobei die Züge zunächst noch mit Dampflokomotiven befördert wurden. Im Jahre 1961 wurde der elektrische Betrieb zwischen Baoji und Fengzhou aufgenommen. Es war die erste elektrisch betriebene Strecke Chinas. Der durchgehend elektrische Betrieb wurde 1975 eingeweiht. Von 1993 bis Dezember 1999 wurde die Strecke zweigleisig ausgebaut.
Beim Erdbeben in Sichuan 2008 wurde die Strecke beschädigt.
Zur Entlastung der bestehenden Strecke Baoji–Chengdu und als Teil des Wiederaufbaus von Sichuan nach dem Erdbeben wurde parallel zu dieser der Ast Chengdu–Mianyang–Jiangyou der Chengmianle PDL gebaut, die mit 200 km/h befahren werden kann. Die Eröffnung fand im Jahre 2014 statt. Von Jiangyou aus werden in Zukunft die Hochgeschwindigkeitszüge die Ende 2017 zu eröffnende Xicheng PDL benutzen, die ohne Umweg über Baoji direkt nach Xi’an führen wird. Deren Eröffnung ist für 2017 geplant.[veraltet]

## Streckenbeschreibung
Die wichtigsten Bahnhöfe der Strecke sind Baoji, Qinling, Fengzhou, Lüeyang, Yangpingguan, Guangyuan, Jiangyou, Mianyang, Deyang und Chengdu. Im Abschnitt Baoji–Jiangyou ist die Strecke eine Gebirgsbahn, die den Qinling-Gebirgszug und das Daba-Gebirge durchquert. Danach verläuft die Strecke entlang des nordwestlichen Randes des Sichuan-Beckens.

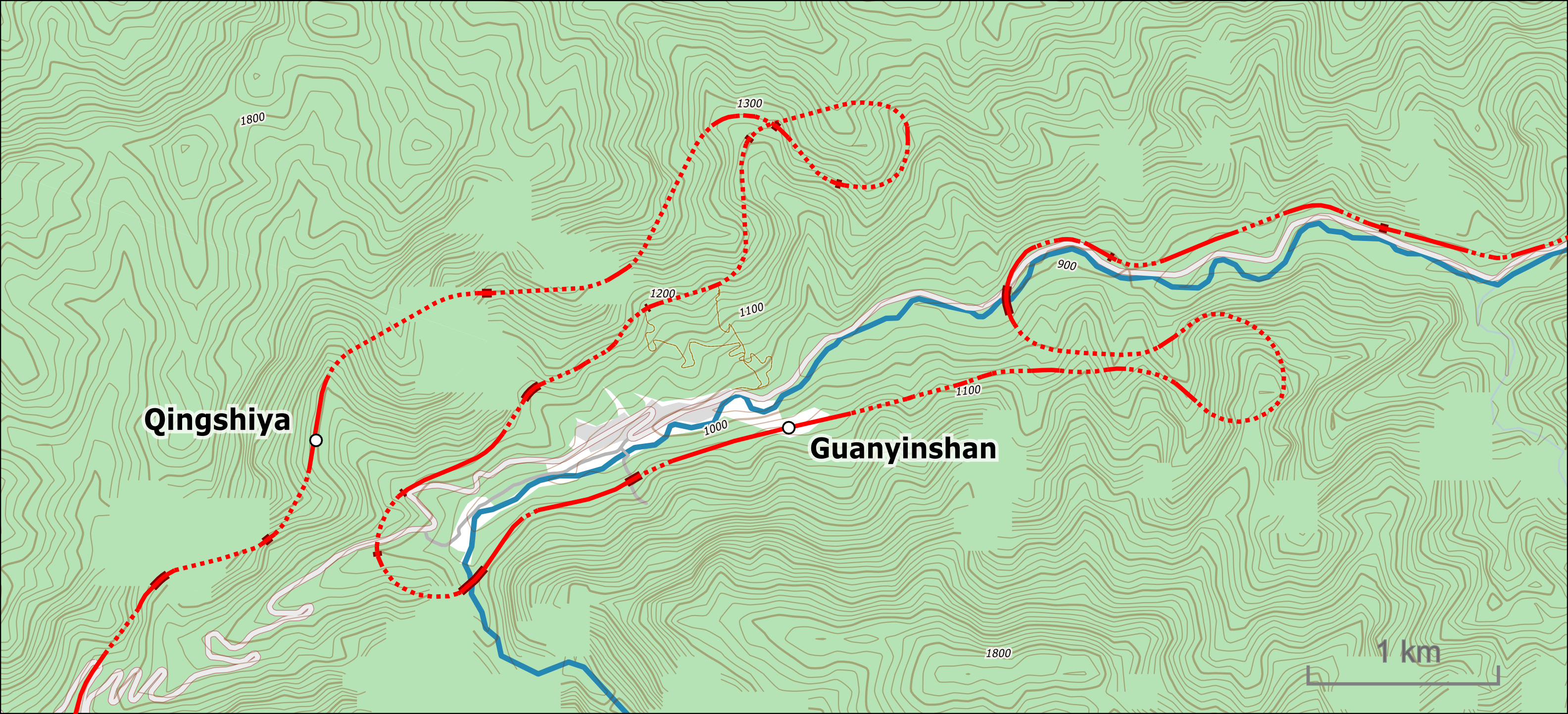
Guanyinshan-Schleifen

Von Baoji folgt die Strecke zunächst mit dem Qing-Fluss in Richtung Südwesten. Die Steigung für die ersten 16 km beträgt 20 ‰. Nach dem Bahnhof Yangjiawan beginnt die künstliche Streckenverlängerung mit den Guanyinshan-Schleifen. Auf einer Strecke von 13 km wird mit zwei Doppelschleifen eine Höhendifferenz von 380 m überwunden, wobei die Steigung bis zu 33 ‰ beträgt. Danach unterfährt die Strecke mit einem 2364 m langen Scheiteltunnel das Quinling-Gebirge auf 1400 m Höhe über Meer. Die Strecke folgt danach Oberlauf des Jialing bis nach 300 km Guangyuan erreicht wird, wobei die Bahnlinie 14 mal den Fluss überquert. Das Gefälle in diesem Abschnitt beträgt 12 ‰.
Im Bahnknotenpunkt Guangyuan kreuzt die Schnellfahrstrecke Chongqing–Lanzhou die Baocheng-Bahn und es zweigt die Quanta-Bahn nach Bazhong und Dezhou ab. An dieser Stelle ist auch die Verwaltungsgrenze zwischen der Strecke: der nördliche Teil wird von Xi’an, der südliche von Chengdu verwaltet, wobei der Bahnhof selber zum Kreis Chengdu gehört.
Nach Guangyuan überquert die Strecke zunächst der Bailong-Fluss und folgt danach dem Quingjiang-Fluss für die nächsten 45 km. Mit dem über 4 km langen zweiröhrigen Xinhui-Longyuan-Tunnel – dem längsten Tunnel der Baocheng-Bahn, wird das Tal des Zitong-Flusses erreicht. Ab hier verläuft die Strecke am Rande des Sichuan-Beckens ungefähr parallel mit der Schnellfahrstrecke Xi’an–Chengdu und der Autobahn G5 Peking-Kunming. Nach Jiangyou folgt die Strecke dem Fu Jiang bis Mianyang, dann über Deyang nach Chengdu.